# نوویومرانوو
نوویومرانوو (انگلیسی: Novoyumranovo) یک شهرک در شهرستان چکماگوشفسکی استان باشقیرستان کشور روسیه است.